# Хаукилампийоки
Хаукилампийоки (устар. Хауки-лампи-йоки (Кейно-йоки)) — река в России, протекает в Мурманской области. Впадает в озеро Арвалдемломполо. Длина реки составляет 13 км, площадь водосборного бассейна 53,4 км².

## Данные водного реестра
По данным государственного водного реестра России относится к Баренцево-Беломорскому бассейновому округу, водохозяйственный участок реки — Печенга. Речной бассейн реки — бассейны рек Кольского полуострова, впадает в Баренцево море.
Код объекта в государственном водном реестре — 02010000212101000000411.